# 484

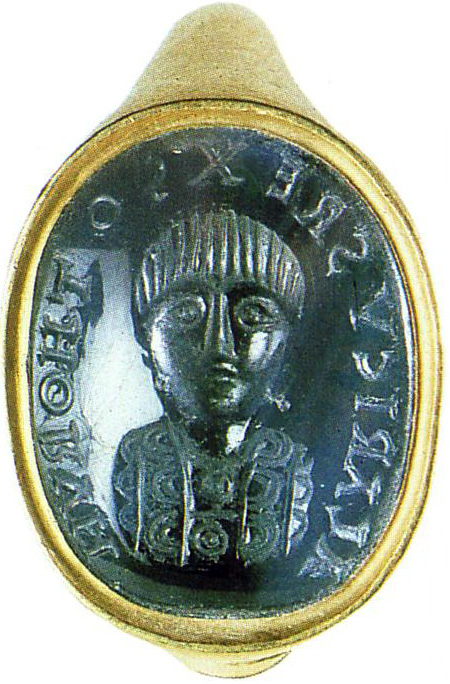
Zegelring van koning Alarik II

Het Visigotisch Rijk onder Alarik II.

Het jaar 484 is het 84e jaar in de 5e eeuw volgens de christelijke jaartelling.

## Gebeurtenissen

### Klein-Azië
- Keizer Zeno sluit een vredesverdrag met de Ostrogoten. Hij benoemt koning Theodorik de Grote tot magister militum en maakt hem consul van het Oosten.
- 19 juni - Leontios I wordt in Tarsus (huidige Turkije) gekroond tot keizer (augustus) van het Byzantijnse Rijk. Hij bezet Antiochië en vestigt er zijn residentie.

### Europa
- Koning Gundobad introduceert de Lex Burgundionum; een wetboek voor de Bourgondiërs. Hierin staan verschillende wetten geschreven, specifiek voor het huwelijks- en erfrecht.
- 28 december - Alarik II (r. 484-507) volgt zijn vader Eurik op als koning van de Visigoten. Hij regeert over Hispania (behalve de noordwesthoek), Aquitanië en Gallia Narbonensis.

### Afrika
- 24 februari - Koning Hunerik verklaart de katholieke leer tot ketterij en verbant alle bisschoppen die zich niet tot het arianisme willen bekeren naar Corsica.
- Hunerik stuurt een ariaanse bisschop naar Tipaza (Algerije), een groot deel van de burgerbevolking slaat op de vlucht naar Spanje. De stad raakt in verval.
- 23 december - Gunthamund (r. 484-496) volgt zijn oom Hunerik op als koning van de Vandalen en Alanen. Hij maakt een einde aan de christenvervolgingen.

### Perzië
- Valash (r. 484-488) volgt zijn broer Peroz op als koning van het Perzische Rijk. Hij sneuvelt bij Balch (Afghanistan) tijdens een veldtocht tegen de Witte Hunnen.

## Religie
- Paus Felix II excommuniceert de bisschoppen van Alexandrië en Constantinopel. Dit leidt tot een schisma (religieuze scheiding) tussen de Katholieke Kerk in het Westen en het Oosten.

## Geboren
- Brandaan van Clonfert, Iers abt en heilige (waarschijnlijke datum)
- Cassiodorus, Romeins staatsman en schrijver (waarschijnlijke datum)

## Overleden
- Eurik, koning van de Visigoten
- Hunerik, koning van de Vandalen
- Peroz, koning van de Sassaniden (Perzië)
- Seinei, keizer van Japan